# Дьюла Лазар
Дьюла Лазар (угор. Lázár Gyula, нар. 24 січня 1911, Фюзешдьярмат — пом. 27 лютого 1983, Будапешт) — угорський футболіст,  один з найсильніших півзахисників Європи у період між двома світовими війнами.  По завершенні ігрової кар'єри — футбольний тренер.
Виступав за клуб «Ференцварош», а також національну збірну Угорщини. П'ятиразовий чемпіон Угорщини, володар Кубка Мітропи, фіналіст чемпіонату світу.

## Клубна кар'єра
У дорослому футболі дебютував 1930 року виступами за команду клубу «Ференцварош», кольори якої і захищав протягом більшої частини своєї кар'єри гравця.  Був одним з провідним гравцем команди, диспетчером і лідером.  За свою гру витончену і елегантну гру отримав прізвисько «професор».  
Загалом у складі «Ференцвароша» зіграв 510 матчів і забив 39 м'ячів. Серед яких: 271 матч і 12 голів у чемпіонаті, 25 матчів і 1 гол у кубку країни, 14 матчів у інших внутрішніх змаганнях, 43 матчі і 3 голи у Кубку Мітропи, 157 міжнародних товариських матчів і 23 голи у них, 1 матч у складі змішаних з іншим клубом команд. 

## Виступи за збірну
1931 року дебютував в офіційних матчах у складі національної збірної Угорщини. Протягом кар'єри у національній команді, яка тривала 11 років, провів у формі головної команди країни 49 матчів, забивши 1 гол.
У складі збірної був учасником чемпіонату світу 1934 року в Італії, чемпіонату світу 1938 року у Франції, де разом з командою здобув «срібло».

## Кар'єра тренера
Розпочав тренерську кар'єру 1958 року, очоливши тренерський штаб збірної Об'єднаної Арабської Республіки.
Останнім місцем тренерської роботи був клуб «Панатінаїкос», головним тренером команди якого Дьюла Лазар був до 1968 року.
Помер 27 лютого 1983 року на 73-му році життя у місті Будапешт.
| Дата       | Місто     | Господарі      | Результат | Гості                   | Турнір                             | Голи | Примітки        |
| ---------- | --------- | -------------- | --------- | ----------------------- | ---------------------------------- | ---- | --------------- |
| 12/04/1931 | Будапешт  | Угорщина       | 6 – 2     | Швейцарія               | Кубок Центральної Європи 1931—1932 | -    |                 |
| 20/09/1931 | Будапешт  | Угорщина       | 3 – 0     | Чехословаччина          | товариський матч                   | -    |                 |
| 04/10/1931 | Будапешт  | Угорщина       | 2 – 2     | Австрія                 | Кубок Центральної Європи 1931—1932 | -    |                 |
| 08/11/1931 | Будапешт  | Угорщина       | 3 – 1     | Швеція                  | товариський матч                   | -    |                 |
| 13/12/1931 | Турин     | Італія         | 3 – 2     | Угорщина                | Кубок Центральної Європи 1931—1932 | -    |                 |
| 19/02/1932 | Каїр      | Єгипет         | 0 – 0     | Угорщина                | товариський матч                   | -    |                 |
| 20/03/1932 | Прага     | Чехословаччина | 1 – 3     | Угорщина                | товариський матч                   | -    |                 |
| 24/04/1932 | Відень    | Австрія        | 8 – 2     | Угорщина                | товариський матч                   | -    |                 |
| 08/05/1932 | Будапешт  | Угорщина       | 1 – 1     | Італія                  | Кубок Центральної Європи 1931—1932 | -    |                 |
| 19/06/1932 | Берн      | Швейцарія      | 3 – 1     | Угорщина                | Кубок Центральної Європи 1931—1932 | -    |                 |
| 18/09/1932 | Будапешт  | Угорщина       | 2 – 1     | Чехословаччина          | Кубок Центральної Європи 1931—1932 | -    |                 |
| 02/10/1932 | Будапешт  | Угорщина       | 2 – 3     | Австрія                 | товариський матч                   | -    |                 |
| 30/10/1932 | Будапешт  | Угорщина       | 2 – 1     | Німеччина               | товариський матч                   | -    |                 |
| 05/03/1933 | Амстердам | Нідерланди     | 1 – 2     | Угорщина                | товариський матч                   | -    |                 |
| 19/03/1933 | Будапешт  | Угорщина       | 2 – 0     | Чехословаччина          | товариський матч                   | -    |                 |
| 30/04/1933 | Будапешт  | Угорщина       | 1 – 1     | Австрія                 | товариський матч                   | -    |                 |
| 17/09/1933 | Будапешт  | Угорщина       | 3 – 0     | Швейцарія               | Кубок Центральної Європи 1933—1935 | -    |                 |
| 29/04/1934 | Прага     | Чехословаччина | 2 – 2     | Угорщина                | Кубок Центральної Європи 1933—1935 | -    |                 |
| 10/05/1934 | Будапешт  | Угорщина       | 2 – 1     | Англія                  | товариський матч                   | -    |                 |
| 27/05/1934 | Неаполь   | Угорщина       | 4 – 2     | Єгипет                  | ЧС 1934 - 1/8 фіналу               | -    |                 |
| 07/10/1934 | Будапешт  | Угорщина       | 3 – 1     | Австрія                 | Кубок Центральної Європи 1933—1935 | -    |                 |
| 09/12/1934 | Мілан     | Італія         | 4 – 2     | Угорщина                | товариський матч                   | -    |                 |
| 14/04/1935 | Цюрих     | Швейцарія      | 6 – 2     | Угорщина                | Кубок Центральної Європи 1933—1935 | -    |                 |
| 12/05/1935 | Будапешт  | Угорщина       | 6 – 3     | Австрія                 | товариський матч                   | -    |                 |
| 19/05/1935 | Коломб    | Франція        | 2 – 0     | Угорщина                | товариський матч                   | -    |                 |
| 05/04/1936 | Відень    | Австрія        | 3 – 5     | Угорщина                | товариський матч                   | -    |                 |
| 27/09/1936 | Будапешт  | Угорщина       | 5 – 3     | Австрія                 | Кубок Центральної Європи 1936—1938 | -    |                 |
| 04/10/1936 | Бухарест  | Румунія        | 1 – 2     | Угорщина                | товариський матч                   | 1    |                 |
| 18/10/1936 | Прага     | Чехословаччина | 5 – 2     | Угорщина                | Кубок Центральної Європи 1936—1938 | -    |                 |
| 02/12/1936 | Лондон    | Англія         | 6 – 2     | Угорщина                | товариський матч                   | -    |                 |
| 09/05/1937 | Будапешт  | Угорщина       | 1 – 1     | Югославія               | товариський матч                   | -    |                 |
| 23/05/1937 | Будапешт  | Угорщина       | 2 – 2     | Австрія                 | товариський матч                   | -    |                 |
| 14/11/1937 | Будапешт  | Угорщина       | 2 – 0     | Швейцарія               | Кубок Центральної Європи 1936—1938 | -    |                 |
| 25/03/1938 | Будапешт  | Угорщина       | 11 – 1    | Греція                  | Відбір до ЧС 1938                  | -    |                 |
| 05/06/1938 | Реймс     | Угорщина       | 6 – 0     | Нідерландська Ост-Індія | ЧС 1938 - 1/8 фіналу               | -    |                 |
| 12/06/1938 | Лілль     | Швейцарія      | 0 – 2     | Угорщина                | ЧС 1938 - чвертьфінал              | -    |                 |
| 16/06/1938 | Париж     | Угорщина       | 5 – 1     | Швеція                  | ЧС 1938 - півфінал                 | -    |                 |
| 19/06/1938 | Коломб    | Італія         | 4 – 2     | Угорщина                | ЧС 1938 - Фінал                    | -    |                 |
| 26/02/1939 | Роттердам | Нідерланди     | 3 – 2     | Угорщина                | товариський матч                   | -    |                 |
| 16/03/1939 | Париж     | Франція        | 2 – 2     | Угорщина                | товариський матч                   | -    |                 |
| 19/03/1939 | Корк      | Ірландія       | 2 – 2     | Угорщина                | товариський матч                   | -    |                 |
| 02/04/1939 | Цюрих     | Швейцарія      | 3 – 1     | Угорщина                | товариський матч                   | -    |                 |
| 08/06/1939 | Будапешт  | Угорщина       | 1 – 3     | Італія                  | товариський матч                   | -    |                 |
| 29/09/1940 | Будапешт  | Угорщина       | 0 – 0     | Югославія               | товариський матч                   | -    |                 |
| 06/10/1940 | Будапешт  | Угорщина       | 2 – 2     | Німеччина               | товариський матч                   | -    |                 |
| 01/12/1940 | Генуя     | Італія         | 1 – 1     | Угорщина                | товариський матч                   | -    |                 |
| 08/12/1940 | Загреб    | Хорватія       | 1 – 1     | Угорщина                | товариський матч                   | -    |                 |
| 23/03/1941 | Белград   | Югославія      | 1 – 1     | Угорщина                | товариський матч                   | -    |                 |
| 06/04/1941 | Кельн     | Німеччина      | 7 – 0     | Угорщина                | товариський матч                   | -    | Капітан команди |
| Усього     |           | Матчів         | 49        |                         | Голів                              | 1    |                 |

## Титули і досягнення
- Срібний призер чемпіонату світу: 1938
- Володар Кубка Мітропи:  1937
- Фіналіст Кубка Мітропи:  1935, 1938, 1939, 1940
- Чемпіон Угорщини: 1931–32, 1933–34, 1937–38, 1939–40, 1940–41
- Срібний призер Чемпіонату Угорщини: 1934–35, 1936–37, 1938–39
- Бронзовий призер Чемпіонату Угорщини: 1930–31, 1932–33, 1935–36, 1942–43
- Володар Кубка Угорщини: 1933, 1935, 1942, 1943
- Фіналіст Кубка Угорщини: 1931, 1932
- Найкращий футболіст Угорщини: 1933